# 親吻傻瓜
《親吻傻瓜》（英語：Kissing a Fool）是英國男歌手喬治·麥可（George Michael）在1988年11月推出的單曲，這首單曲在美國告示牌單曲榜獲得第5名，在英國單曲榜最高成績為第18名。

## 內容

### 歌曲簡介
〈親吻傻瓜〉收錄於喬治·麥可首張個人專輯《信念》（英語：Faith），也是從該專輯中推出的第六首也是最後一首單曲。〈親吻傻瓜〉的詞曲創作編寫製作都由喬治·麥可一個人完成，歌詞中敘述一對戀人因受到多方因素影響，導致感情生變最終分手，創作者將這首情歌譜成輕鬆爵士藍調曲風。喬治·麥可在1998年出櫃，公開承認他的同志身份，而〈親吻傻瓜〉歌曲中提及的戀人，可以是各種性別角色，有媒體臆測這首歌曲是在講述喬治·麥可和同性情人分手的故事。

### 商業成績
〈親吻傻瓜〉是專輯《信念》中推出的第六首也是最後一首單曲，前五首單曲在告示牌上都取得相當優異的成績，它們依序為〈我要與妳歡愛〉（第2名）、〈信念〉（四週冠軍）、〈父親的形象〉（兩週冠軍）、〈再試一次〉（三週冠軍）以及〈猴子〉（兩週冠軍）。〈親吻傻瓜〉在1988年10月8日進入告示牌單曲榜，首週成績為第47名，11月26日來到它最高成績第5名。雖然這首單曲未在單曲榜奪魁，但是11月26日同一週它卻登上當代成人抒情榜冠軍，這是繼〈再試一次〉之後，喬治·麥可第二首當代成人冠軍情歌，〈親吻傻瓜〉在單曲榜內停留了15週，在1988年告示牌年終單曲榜中名列第91名。
〈親吻傻瓜〉在英國單曲榜最高成績為第18名。

### 獎項紀錄評價
1988年的告示牌年終百大單曲榜中，喬治·麥可共有5首歌曲進榜，包括最佳年度單曲〈信念〉，〈再試一次〉第11名、〈父親的形象〉第27名、〈猴子〉第45名以及〈親吻傻瓜〉第91名。